# 満田久輝
満田 久輝（みつだ ひさてる、1914年5月27日 - 2006年3月10日）は、日本の農芸化学者。京都大学名誉教授。農学博士。専門は栄養化学、食品工学。大阪市出身。

## 略歴
- 1937年3月：京都帝国大学農学部農林化学科卒業
- 1944年11月：京都帝国大学化学研究所助教授
- 1949年3月：農学博士
- 1952年2月：京都大学化学研究所教授
- 1955年5月：京都大学農学部農芸化学科教授（栄養化学講座）
- 1966年1月：日本学術会議会員
- 1967年4月：京都大学農学部食品工学科教授（栄養化学講座）
- 1968年5月：京都大学評議員（1969年12月まで）
- 1972年4月：日本栄養・食糧学会会長
- 1973年5月：日本ビタミン学会会長
- 1978年
  - 3月：京大を停年退官
  - 4月：京都大学名誉教授、甲子園大学学長（1983年まで）
- 1983年12月：日本学士院会員

## 受賞・栄典
- 1959年 科学技術庁長官賞科学技術功労者表彰「強化米の開発」
- 1961年 日本栄養・食糧学会武田賞「成人の蛋白質所要量の研究」
- 1963年 日本ビタミン学会賞「緑葉におけるビタミンB2生合成機構」
- 1971年 国際食品科学工学会賞バブコック・ハート賞
- 1974年 国際食品科学工学会賞インターナショナル賞
- 1978年 日本栄養・食糧学会功労賞「食糧備蓄に関する基礎研究とその普及」
- 1980年 紫綬褒章、日本学士院賞
- 1981年 アメリカ化学会農芸化学・食品化学賞
- 1985年 勲二等旭日重光章
- 1986年 アインシュタイン特別名誉科学賞
- 1989年 文化功労者
- 1994年 文化勲章
- 1995年 京都市名誉市民[1]
- 2006年 従三位

## 著書

### 単著
- 『栄養化学要説』（産業図書、1959年）
- 『実験栄養化学』（いずみ書房、1961年）
- 『要説実験栄養化学』（いずみ書房、1973年）
- 『米、再考-コメは世界の主食です-』（集英社、1993年）

### 共著
- 『栄養化学』（宮崎基嘉との共著、朝倉書店、1973年）
- 『解説栄養化学』（鹿内健彦との共著、いずみ書房、1973年）

### 編著
- 『食品保蔵』（桜井芳人との編著、朝倉書店、1966年）